# Magomed Touchaïev
Magomed Salaoudinovitch Touchaïev (en russe : Магомед Салаудинович Тушаев), né le 23 février 1986 à Grozny, est un officier tchétchène de la fédération de Russie, major général.

## Biographie
Magomed Touchaïev est un officier de la police anti-émeute et commandant du 141e régiment motorisé de la garde nationale russe.
À ce poste et en tant que conseiller du président tchétchène Ramzan Kadyrov, il prend part aux répressions contre le mouvement LGBT. Il supervise et participe personnellement à la torture de plusieurs prisonniers,.
Selon Interfax-Ukraine, Magomed Touchaïev aurait été tué pendant les hostilités lors de l'invasion de l'Ukraine par la Russie de 2022 près de Hostomel, où les troupes ukrainiennes ont vaincu une unité spéciale de la garde nationale russe.
À la suite de l'annonce de la mort du général Touchaïev, le président tchétchène Ramzan Kadyrov fait diffuser une vidéo dans laquelle il affirme s'entretenir par téléphone avec Magomed Touchaïev. Des vidéos sont ensuite publiées par divers comptes sur les réseaux sociaux, censées démentir les informations sur la mort du général Touchaïev.
Selon Libération, la mort de Magomed Salaoudinovitch Touchaïev n'est toujours pas confirmée le 24 mars 2022.

## Décorations
Touchaïev reçoit de nombreuses décorations, dont :
- Médaille « Pour le Courage »[5]
- Ordre du Courage[5]
- Ordre Akhmat Kadyrov[6]
- Médaille de l'Ordre « Pour les Mérites de la Patrie » de 2e classe avec épées[5],[6]
- Badge « Excellence dans la police » - « pour contribution à la lutte contre le terrorisme »[5];